# Sietas Typ 164
Der Typ 164 ist ein Container-Feederschiffstyp der Sietas-Werft in Hamburg-Neuenfelde. Von 1999 bis 2006 entstanden drei Einheiten dieser Baureihe, davon ein Schiff des Grundtyps 164 sowie je eines des Untertyps 164a und des Untertyps 164b. 

## Geschichte

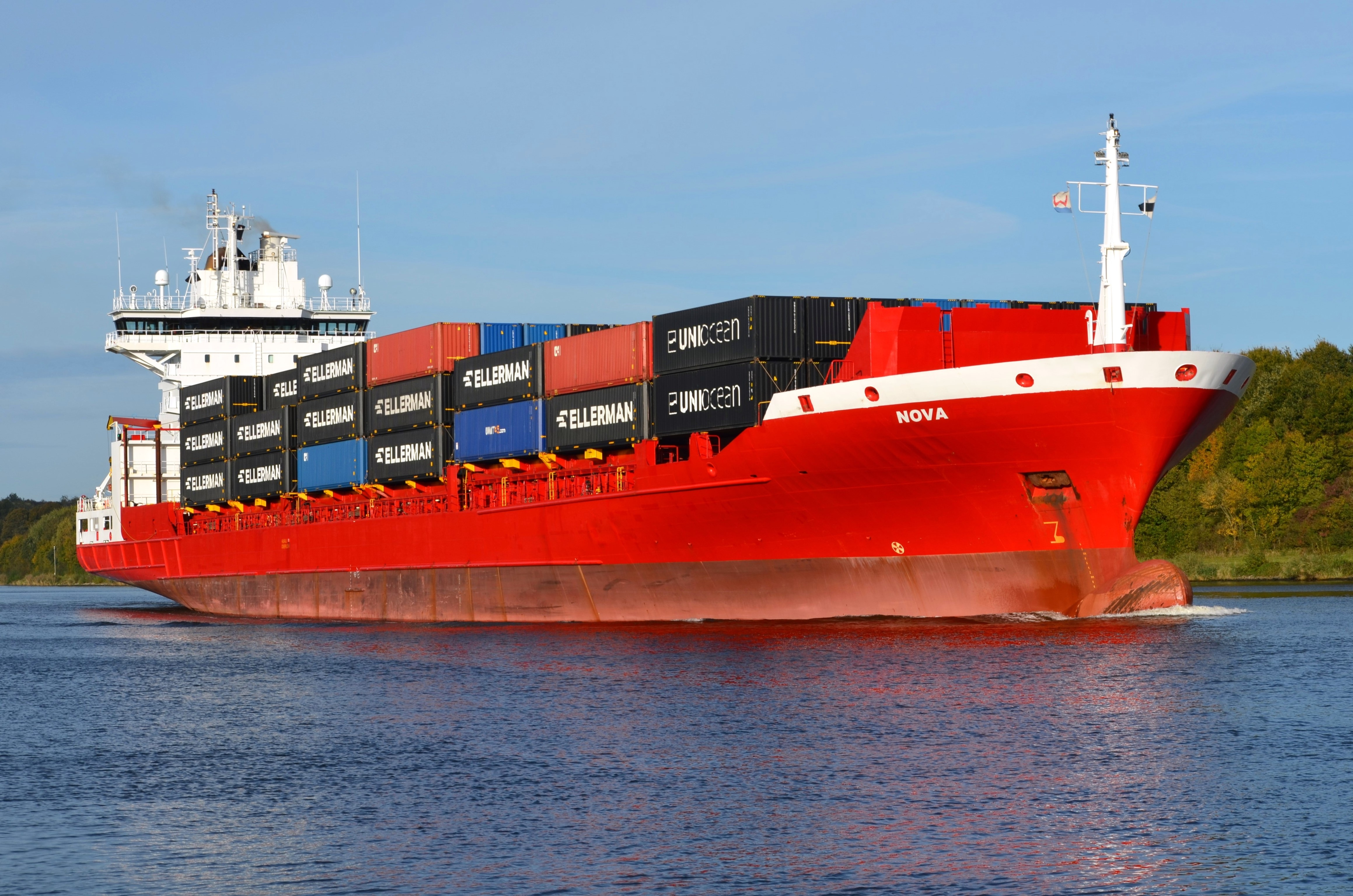
Nova (ehemals Containerships VII)

Das Typschiff der Baureihe wurde im November 1996 von der in Jork ansässigen Korrespondentreederei Hans Peter Wegener unter dem Namen Atria in Auftrag gegeben, um es an die finnische Reederei Containerships zu verchartern. Der Eigner des Neubaus war die Partenreederei MS „Atria“ GmbH & Co. KG (vormals Neubau Nr. 1179 Hans Peter Wegener KG). Das Aufschwimmen der Atria erfolgte am 25. August 1999. Sie wurde am 8. Oktober 1999 als Containerships VI abgeliefert und von der finnischen Reederei in Fahrt gesetzt.
Im Februar 2001 erteilte die Reederei Containerships der Sietas-Werft den Bauauftrag für die Containerships VII. Sie ist rund vier Meter länger als das erste Schiff und weist zudem weitere Modifikationen auf, so dass diese Version die Typenbezeichnung 164a erhielt. Die Containerships VII lief am 14. September 2002 vom Stapel, absolvierte am 23. Oktober ihre erste Probefahrt und wurde am 1. November 2002 an Containerships abgeliefert. Das Schiff wurde am 21. Juni 2022 an die Reederei Hans Peter Wegener abgetreten und in Nova umbenannt.
Das dritte Schiff gehört zum Untertyp 164b und wurde als Mira von der Korrespondentreederei H.-P. Wegener für die Partenreederei MS „Mira“ GmbH & Co. KG bestellt. Auch dieses Schiff war für eine langfristige Vercharterung an Containerships bestimmt. Es lief am 13. November 2005 vom Stapel, machte am 5. Januar 2006 seine erste Probefahrt und wurde am 7. Januar 2006 mit dem Namen Containerships VIII abgeliefert.  

## Technik

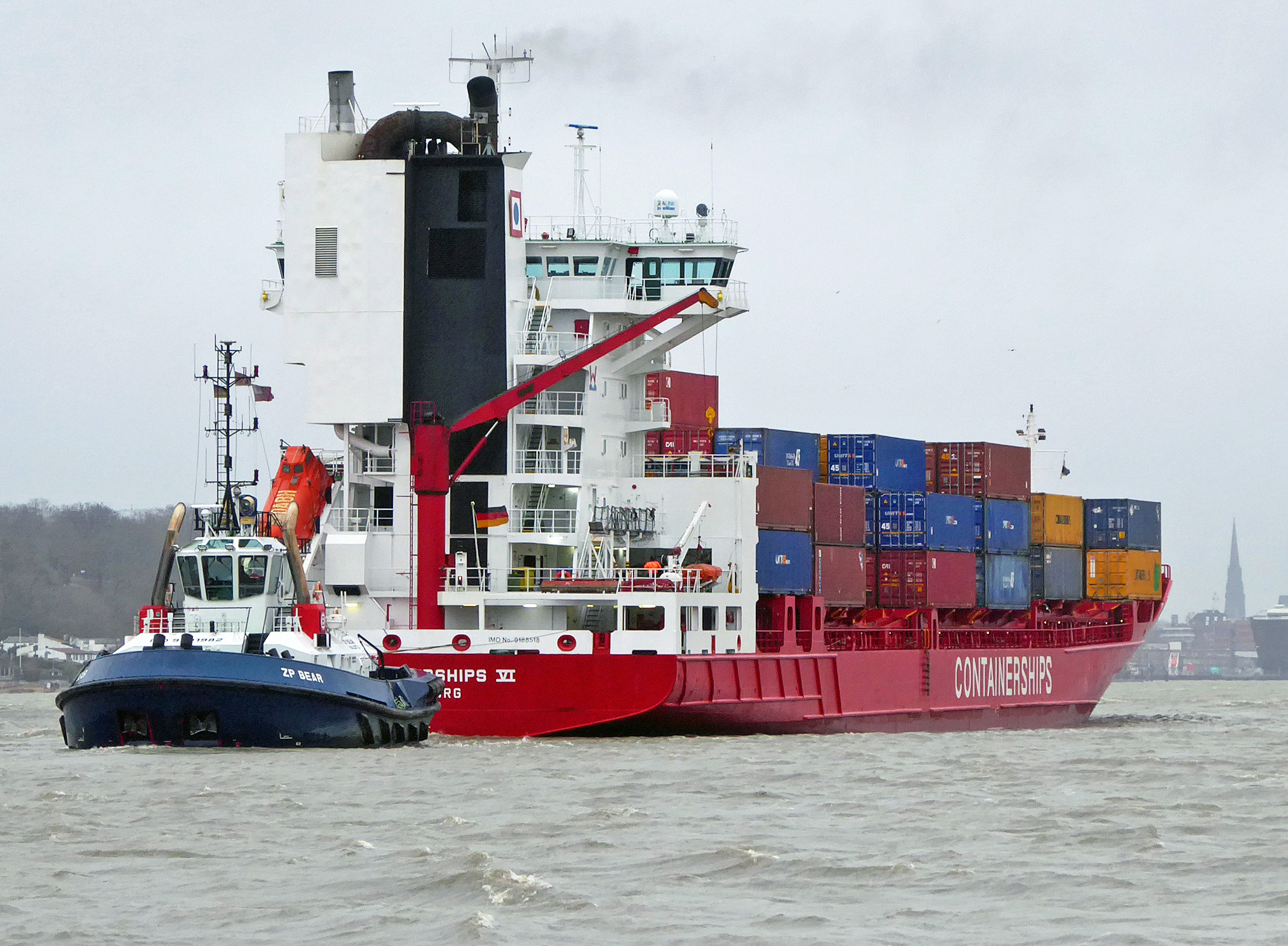
Heckansicht der Containerships VI mit nachträglich eingebauten Gaswäscher

Der Typ 164 stellt eine Weiterentwicklung des Typs 153 dar. Die drei Schiffe sind 21,75 Meter breit, unterscheiden sich jedoch voneinander in ihrer Länge. Sie wurden in Sektionsbauweise gefertigt und sind für Eisdicken von bis zu 80 Zentimeter klassifiziert (Eisklasse E3). Die Schiffe der Baureihe besitzen vier kastenförmige Laderäume mit Lukendeckeln, wobei aber die Aufteilungen und Größen der Luken bei den einzelnen Untertypen variieren. Alle drei Einheiten werden von einem Schiffsdieselmotor des Herstellers Wärtsilä angetrieben, der über ein Untersetzungsgetriebe auf einen Verstellpropeller wirkt. Für An- und Ablegemanöver haben sie ein elektrisch angetriebenes Bugstrahlruder. Zur Stromerzeugung befinden sich zwei Dieselgeneratoren und ein Wellengenerator an Bord, zusätzlich wurde ein Notgenerator verbaut. Die Reedereien Containerships und H.-P. Wegener ließen die Schiffe nachträglich mit Gaswäschern ausrüsten.

### Typ 164
Der Grundtyp 164 ist 154,64 Meter lang und besitzt eine Tragfähigkeit von 13.645 dwt. Er kann bis zu 966 20-Fuß-Standardcontainer (TEU) oder alternativ maximal 467 40-Fuß-Container (FEU) plus 32 TEU befördern. Die Laderäume besitzen einen Rauminhalt von 17.840 m³ (630.000 Kubikfuß) und eine Kapazität von 338 TEU. Bei einem Durchschnittsgewicht von 14 t je Container können aus Stabilitätsgründen maximal 665 TEU geladen werden. Es befinden sich Anschlüsse für 126 Kühlcontainer an Bord. Ein Transport von Containern mit Sondermaßen ist möglich, wobei an Deck bis zu 182 45-Fuß-Container gestaut werden können. Der Typ 164 wird von einem 12.600 kW leistenden Wärtsilä-7L64-Dieselmotor angetrieben. Er besitzt ein elektrisch angetriebenes Bugstrahlruder mit 800 kW Leistung.

### Typ 164a
Der Untertyp 164a ist 158,76 Meter lang und besitzt eine Tragfähigkeit von 13.965 dwt. Seine Kapazität liegt, wie die des Grundtyps, bei maximal 966 TEU. An Bord befinden sich Anschlüsse für 114 Kühlcontainer. Er wird von einem Wärtsilä-7L64-Dieselmotor angetrieben, dessen Leistung auf 12.900 kW gesteigert wurde. Das elektrisch angetriebenes Bugstrahlruder hat eine Leistung von 800 kW.

### Typ 164b
Der Untertyp 164b hat wie der Basistyp eine Länge von 154,64 Meter. Er besitzt eine Tragfähigkeit von 13.400 dwt. Die Größe und Aufteilung seiner Luken sind für den Transport von 45-Fuß-Container optimiert worden, so dass diese Sondermaß-Container nicht nur an Deck, sondern auch in den Laderäumen gestaut werden können. Zudem wurde die Tankdecke im vorderen Rumpfbereich abgeflacht, um die Kapazitäten unter Deck zu erhöhen. Die maximale Containerkapazität beträgt 850 TEU beziehungsweise 382 FEU plus 86 TEU. Alternativ können bis zu 342 45-Fuß-Container (davon 132 in den Laderäumen und 210 an Deck) plus 9 FEU plus 32 TEU gestaut werden. An Bord befinden sich Anschlüsse für 126 Kühlcontainer. Der Untertyp 164b wird von einem 12.600 kW leistenden Wärtsilä-6L64-Dieselmotor angetrieben. Er besitzt ein elektrisch angetriebenes Bugstrahlruder mit 1000 kW Leistung.

## Die Schiffe
| Sietas Typ 164     | Sietas Typ 164 | Sietas Typ 164 | Sietas Typ 164 | Sietas Typ 164                   | Sietas Typ 164              | Sietas Typ 164                                        |
| Bauname            | Typ            | Bau- nummer    | IMO- Nummer    | Stapellauf Ablieferung           | Auftraggeber                | Umbenennungen und Verbleib                            |
| ------------------ | -------------- | -------------- | -------------- | -------------------------------- | --------------------------- | ----------------------------------------------------- |
| Atria              | 164            | 1179           | 9188518        | 15.12.1997 25.08.1999 08.10.1999 | KR Hans Peter Wegener, Jork | abgeliefert als Containerships VI, so 2024 in Fahrt   |
| Containerships VII | 164a           | 1147           | 9250098        | 01.06.2001 14.09.2002 01.11.2002 | Containerships Oy, Helsinki | 6/2022 Nova, so 2024 in Fahrt                         |
| Mira               | 164b           | 1250           | 9336244        | 23.11.2004 13.11.2005 07.01.2006 | KR Hans Peter Wegener, Jork | abgeliefert als Containerships VIII, so 2024 in Fahrt |